# Asellopsis penicillata
Asellopsis penicillata är en kräftdjursart som beskrevs av Por 1964. Asellopsis penicillata ingår i släktet Asellopsis och familjen Laophontidae. Inga underarter finns listade i Catalogue of Life.